# Cambio Dolor
«Cambio Dolor» (с исп. — «Меняю боль») ― сингл уругвайской певицы Натальи Орейро. Она была написана Пабло Дюраном и Фернандо Лопесом Росси. «Cambio Dolor» был выпущен в качестве третьего сингла с одноименного дебютного студийного альбома Natalia Oreiro (1998). Песня была темой аргентинского сериала «Дикий ангел».

## Успех
Песня имела большой успех во всей Латинской Америке, Европе и Азии благодаря тому, что она стала темой сериала «Дикий ангел», который снискал огромную популярность на международном уровне. Эта песня открыла для Наталии дороги на мировую сцену. Песня считается одной из самых успешных тем.

## Чарты
| Чарт(2000)                     | Высшая позиция |
| ------------------------------ | -------------- |
| Czech Republic (IFPI)          | 17             |
| Poland (Polish Airplay Charts) | 5              |